# Dumfries and Galloway
Dumfries y Galloway (del gaélico escocés: Dùn Phris is Gall-Ghaidhealaibh) es un concejo al sur de Escocia (Reino Unido). Limita con el condado de Cumbria en Inglaterra y con los concejos de South Ayrshire, East Ayrshire, South Lanarkshire y las Fronteras Escocesas. Se encuentra al norte del fiordo de Solway y al oeste limita con el mar de Irlanda.

## Localidades
- Annan
- Cargenbridge
- Castle Douglas
- Creetown
- Dalbeattie
- Dumfries
- Eaglesfield
- Eastriggs
- Ecclefechan
- Gatehouse of Fleet
- Glenluce
- Gretna
- Kirkconnel
- Kirkcudbright
- Langholm
- Locharbriggs
- Lochmaben
- Lockerbie
- Moffat
- Moniaive
- Newton Stewart
- Portpatrick
- Sanquhar
- Stranraer
- Thornhill
- Whithorn
- Wigtown